# Holasteron aciculare
Espèce
Holasteron aciculare est une espèce d'araignées aranéomorphes de la famille des Zodariidae.

## Distribution
Cette espèce est endémique d'Australie. Elle se rencontre dans le Sud de l'Australie-Occidentale, en Australie-Méridionale, au Victoria, en Nouvelle-Galles du Sud et au Queensland.

## Description
Le mâle holotype mesure 5,00 mm et la femelle paratype 4,80 mm.

## Publication originale
- Baehr, 2004 : Revision of the new Australian genus Holasteron (Araneae: Zodariidae): taxonomy, phylogeny and biogeography. Memoirs of Queensland Museum, vol. 49, no 2, p. 495-519 (texte intégral).